# Caloptilia obliquatella
Caloptilia obliquatella là một loài bướm đêm thuộc họ Gracillariidae. Nó được tìm thấy ở Nhật Bản (Honshū) và Hàn Quốc.
Sải cánh dài 11–13 mm.
Ấu trùng ăn Quercus, bao gồm Quercus acutissima. Chúng ăn lá nơi chúng làm tổ.